# Paul Spaak
Paul Louis François Spaak (* 5. Juli 1871 in Ixelles/Elsene, Brüssel; † 8. Mai 1936) war ein belgischer Rechtsanwalt und Schriftsteller.

## Leben
Geboren und aufgewachsen in einer gehobenen bürgerlichen Familie als Sohn des Arztes Charles Spaak, machte er 1894 seine Dissertation in Rechtswissenschaften an der Freien Universität Brüssel.
Am 22. Juli 1894 heiratete er Marie Janson, Tochter von Paul Janson und Schwester des belgischen Premier Paul-Émile Janson.
Das Paar hatte vier Kinder, darunter den späteren belgischen Premier und NATO-Generalsekretär Paul-Henri Spaak, den Drehbuchautor Charles Spaak und den Dramatiker Claude Spaak, der mit der Widerstandskämpferin Suzanne Spaak verheiratet war.
Die Schauspielerinnen Agnès Spaak und Cathérine Spaak sind Enkelinnen des Paares.
Nach seiner Dissertation begann er ein literaturwissenschaftliches Studium und publizierte 1894 seine erste Arbeit L’hérédité dans la littérature française antérieure au XIXe siècle in der Revue universitaire. Er veröffentlichte 1907 einen Gedichtband les Voyages vers mon pays, in dem seine Impressionen von seinen Reisen nach London, Bayreuth, Grignan und nach Italien verarbeitet wurden.
Sein erstes Dram „Kaatje“ erschien 1909. Mit Corneil de Thoran und Van Glabbeke bildete er die Direktion des „Théâtre de la Monnaie“. Er übertrug mehrere Opern von Puccini ins Französische.
Paul Spaak war ab dem 19. August 1920 Mitglied der Académie royale de langue et de littérature françaises de Belgique.